# Robson Glacier (glaciär i Antarktis)
Robson Glacier är en glaciär i Antarktis. Den ligger i Östantarktis. Nya Zeeland gör anspråk på området. Robson Glacier ligger 723 meter över havet.
Terrängen runt Robson Glacier är varierad. Trakten är obefolkad. Det finns inga samhällen i närheten. 